# جوسيف شنايدر
جوسيف شنايدر (بالألمانية: Josef Schneider)‏ (1 يناير 1901 بالإمبراطورية النمساوية المجرية - 1 يناير 1999) هو مدرب كرة قدم ولاعب كرة قدم نمساوي في مركز الوسط. شارك مع منتخب النمسا لكرة القدم. أما مع النوادي، فقد لعب مع أوستريا فيينا وستاد رين وفيرست فيينا ونادي بودابست ونادي غراسهوبر زيوريخ ونادي لوهافر ونيويورك هكوة ‏ وأولمبيك أليس وBrooklyn Wanderers ‏ وBrooklyn Hakoah ‏ وWiener AC ‏ وWiener AF ‏.

## وصلات خارجية
- جوسيف شنايدر على موقع قاعدة بيانات كرة القدم.إي يو (الإنجليزية)
- جوسيف شنايدر على موقع ناشيونال فوتبول تيمز (الإنجليزية)
- جوسيف شنايدر على موقع عالم كرة القدم.نت (الإنجليزية)